# Mare de Déu de Montcorb
La Mare de Déu de Montcorb és una església de Riudarenes (Selva) inclosa a l'Inventari del Patrimoni Arquitectònic de Catalunya.

## Descripció
Edifici d'una sola nau, absis semicircular, porxo a l'entrada i sagristia de planta quadrada al costat dret. Té la coberta a dues aigües i un campanar d'espadanya d'un sol ull sobre la porta d'entrada. El parament exterior és de maçoneria pintat de blanc excepte els angles de carreus vistos. La façana té una porta rectangular emmarcada amb pedra i un òcul al capdamunt. Al costat esquerre hi ha una petita finestra també emmarcada amb pedra. El porxo està sustentat per tres pilars i té coberta de bigues de fusta. A l'interior la coberta de la nau és de volta molt rebaixada i l'absis de volta de quart d'esfera. Tot l'interior és pintat de blanc. Hi ha un altar de marbre d'estil neoclàssic amb una reixa de ferro forjat al davant.

## Història
Segons la bibliografia consultada la capella va ser fundada el 25 de novembre de 1251 per Pere d'Hostalric i la seva esposa Sibil·la, propietaris de la casa Montcorb, amb el permís del bisbe de Girona, Berenguer de Castellbisbal com a filial de la parròquia de St. Martí de Riudarenes dotada de prevere i escolà. Tanmateix, la llinda té la inscripció: "Capella edificada en 1123. Nostra Senyora de Montcorb patrona de casa Soler. Restaurada 1875. Reedificada en 1900".
L'edifici actual és el de 1900 restaurat fa relativament pocs anys, entre 1988 i 1997. La imatge de la Verge va ser amagada durant la Guerra del Francès i restituïda posteriorment. Durant la Guerra civil desaparegué definitivament. L'any 1732 rebé la visita pastoral del bisbe Baltasar Bastero. Al llarg del segle xviii els capellans beneficiats eren sovint de la família dels Manresa de Montcorb propietària del lloc. El 1900 va ser restaurada i l'any 1981 patí un incendi que destruí el porxo.